# Clima de Maastricht

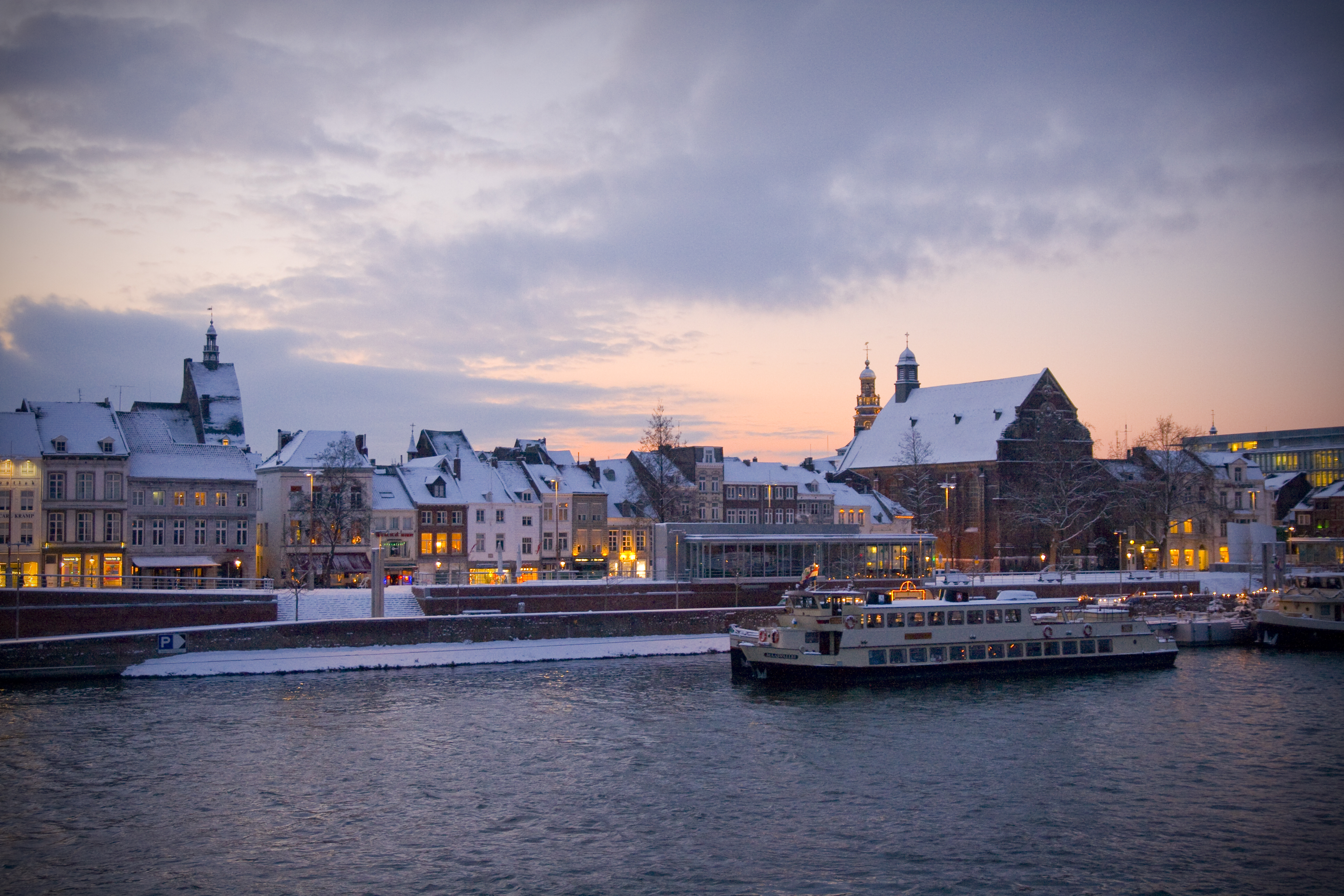
Pôr do sol após dia nevado em Maastricht

O clima de Maastricht é oceânico temperado (Cfb), com temperaturas anuais entre 1°C e 24°C, raramente abaixo de -6°C ou acima de 30°C. Por ser localizada no interior neerlandês, é menos influenciada pelo mar que em outras partes do país. Devido à falta de influência marítima no clima, os invernos são mais frios e com mais neve e os verões são quentes. As temperaturas mais quentes também estão relacionadas à localização mais ao sul da cidade. Essas características fazem com que a cidade seja uma das mais quentes durante o verão nos Países Baixos.
O verão é relativamente quente e parcialmente nublado, e o inverno é muito frio, longo, de ventos fortes e parcialmente nublado. Os meses com as maiores médias máximas de temperatura são junho (20,7°C), julho (22,8°C) e agosto (22,9°C), e os com as menores são janeiro (4,7°C), fevereiro (5,9°C) e dezembro (5,9°C). Os meses com as maiores médias mínimas de temperatura são junho (11,6°C), julho (13,5°C) e agosto (13,9°C) e os com as menores são janeiro (0,7°C), fevereiro (0,8°C) e dezembro (2,2°C). A temporada quente dura por 3,1 meses, de 6 de junho a 9 de setembro, quando há uma média máxima acima de 20°C. A temporada fria dura por 3,7 meses, de 18 de novembro a 9 de março, quando há uma temperatura média máxima abaixo de 9°C. O dia mais quente nos últimos 100 anos ocorreu em julho de 2015, sendo registrada uma temperatura máxima de 38,2°C.
A precipitação anual na cidade é de 918mm. Os meses com maiores quantidades de precipitação são julho (86mm), agosto (83mm) e dezembro (93mm) e os com menores são abril (60mm), outubro (69mm), maio e setembro (70mm). Os meses com mais chuva são junho, dezembro (49mm), fevereiro, março, agosto (43mm) e junho (41mm), e os com menos são abril (21mm), setembro (23mm) e outubro (33mm). Os meses com mais dias de chuva são junho (17,2), julho (16,7) e maio (16.4), e os com menos são setembro (11,3), outubro (12,5) e abril (12,7). Há 46mm de neve em janeiro, 43mm em fevereiro, 31mm em dezembro, 9mm em março e 3mm em novembro. Há 5,5 dias de neve em fevereiro, 5,4 em janeiro, 3,5 em dezembro, 1,9 em março, 1 em novembro e 0,3 em abril. A humidade relativa do ar é maior em dezembro (87%), novembro e janeiro (86%), outubro e fevereiro (83%) e menor em abril (74%), agosto (75%) e julho (76%). O índice de nebulosidade é maior em dezembro (62%), janeiro (60%) e fevereiro (59%) e menor em agosto (39%), abril, julho e setembro (41%) e maio (45%).
A velocidade do vento é maior durante os meses de dezembro (17,3km/h), fevereiro (16,9km/h) e janeiro (16,5km/h) e menor durante agosto (10,9km/h), julho (11km/h), e setembro (11,2km/h). Há uma média de 2,2 dias com ventos acima de 61km/h em janeiro, 2 em fevereiro, 1,7 em dezembro, 1 em março, 0,4 em novembro e 0,2 em abril e outubro. 0,1 dias em janeiro, junho, setembro e novembro tem uma velocidade do vento entre 1km/h e 5 km/h. As direções predominantes do vento são sudoeste, oeste-sudoeste e sul-sudoeste.